# Žebrákov (Zduchovice)
Žebrákov je vesnice, část obce Zduchovice v okrese Příbram ve Středočeském kraji. Nachází se asi 2,5 kilometru jihovýchodně od Zduchovic. Vesnicí obtéká Vltava. Je zde evidováno 165 adres. V roce 2011 zde trvale žilo devatenáct obyvatel.
Žebrákov leží v katastrálním území Zduchovice o výměře 8,52 km².

## Historie
První písemná zmínka o vesnici pochází z roku 1233.

## Obyvatelstvo
| Rok            | 1869 | 1880 | 1890 | 1900 | 1910 | 1921 | 1930 | 1950 | 1961 | 1970 | 1980 | 1991 | 2001 | 2011 | 2021 |
| -------------- | ---- | ---- | ---- | ---- | ---- | ---- | ---- | ---- | ---- | ---- | ---- | ---- | ---- | ---- | ---- |
| Počet obyvatel | 128  | 118  | 116  | 91   | 78   | 89   | 72   | 41   | 12   | 7    | 0    | 0    | 0    | 19   | 34   |
| Počet domů     | 19   | 19   | 17   | 19   | 16   | 15   | 15   | 16   | 16   | 2    | 0    | 3    | 3    | 6    | 8    |

## Obecní správa
Při sčítání lidu v letech 1850–1979 Žebrákov byl osadou obce Zduchovice v okrese Příbram. Od 1. ledna 1980 do 30. června 1990 byla částí obce Kamýk nad Vltavou v okrese Příbram. Od 1. července 1990 je opět částí obce Zduchovice v okrese Příbram.